# قتل جین مک‌کانویل
قتل جین مک‌کانویل (انگلیسی: Murder of Jean McConville؛ ‏۷ مه ۱۹۳۴ – دسامبر ۱۹۷۲) بیوه‌زن چهل و دو ساله‌ای که اعضای ارتش موقت جمهوری‌خواه ایرلند او را در سال ۱۹۷۲ ربودند، کشتند و در پیکر وی را در شهرستان لوث به خاک سپردند. سرانجام پیکر وی در سال ۲۰۰۳ در ایرلند جنوبی کشف شد. آنها مدعی شدند که مک‌کانویل اطلاعات این ارتش را در قبال دریافت پول به نیروی زمینی بریتانیا می‌فروخته‌است. کتاب «هیچ نگو» نوشته پاتریک رادن کیف، روزنامه‌نگار مجله نیویورکر روایتی مستند از جزئیات قتل جان مک‌کانویل است.